# Brigada 11 Infanterie (1916-1918)
Brigada 11 Infanterie a fost o mare unitate de nivel tactic, care s-a constituit la 14/27 august 1916, prin mobilizarea unităților și subunităților existente la pace aparținând de Brigada 11 Infanterie din armata permanentă. Din compunerea brigăzii făceau parte Regimentul 10 Infanterie și Regimentul 24 Infanterie. Brigada a făcut parte din organica Divizia 6 Infanterie, fiind dislocată la pace în garnizoana Focșani.:p. 83
La intrarea în război, Brigada 11 Infanterie a fost comandată de colonelul Petre Fotescu. Brigada 11 Infanterie a participat la acțiunile militare pe frontul românesc, pe toată perioada războiului, între 14/27 august 1916 - 28 octombrie/11 noiembrie 1918.

## Participarea la operații

### Campania anului 1916
Brigada a fost adusă la frontieră încă din august 1915 pentru acoperirea zonei de graniță cu Imperiul austro-ungar. Conform concepției strategice, Divizia 6 Infanterie și-a împărțit trupele în două părți: Grupul Buzău pe Valea Buzăului sub conducerea Brigăzii 10 și Grupul Putna în zona localității Lepșa la intrarea în pasul Tulnici din județul Vrancea sub conducerea Brigăzii 11.
Grupul Putna avea în compunere: 
- comanda asigurată de Brigada 11

- batalioanele 1-3 / Regimentul Putna nr. 10
- batalioanele 1-2 / Regimentul 49 Infanterie
- bateria 5 / Regimentul 16 Artilerie
- o baterie cu 6 „turele” de 53 mm., primită în sprijin de la Corpul 3 Armată.

În total, grupul a avut în compunere un număr de 5 batalioane de infanterie și 2 baterii artilerie, însumând un efectiv de 6.500 de oameni și 6 mitraliere. (Regimentul 49 infanterie era dublura Regimentului 9 Râmnicu-Sărat și nu făcea parte din unitățile Diviziei însă a fost primit ca sprijin din partea Corpului 3 Armată încă din 1915). Regimentul 6 Tecuci 24 din compunerea Brigăzii avea un batalion la Grupul Buzău iar celelalte două batalioane în garnizoana de pace.